# میدان نفتی سریر
میدان نفتی سریر (انگلیسی: Sarir field) از میدان‌های نفتی لیبی است، که در سال ۱۹۶۱ کشف شد.